# Championnat d'Italie de football de la FIGC 1921-1922

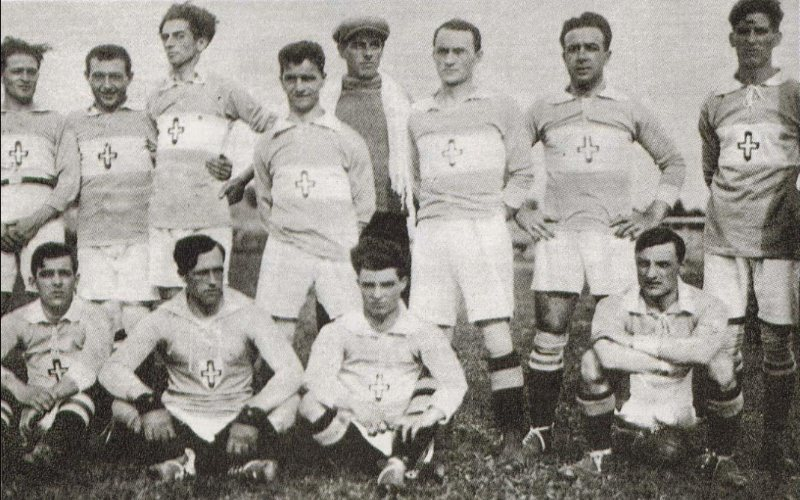
L'équipe 1921-1922 de Novese

Le Championnat d'Italie de football 1921-1922 est la vingtième et unième édition du Championnat d'Italie de football. Le titre est remporté par Novese. Cette saison fut marquée par la mise en place d'un championnat parallèle par une fédération concurrente : Championnat d'Italie de football de la CCI 1921-1922. 

## Phase régionale

### Championnat de Ligurie
|  |    | Classement                           | Pts | J  | G | N | D | Bp | Bc |
|  | -- | ------------------------------------ | --- | -- | - | - | - | -- | -- |
|  | 1. | Ginnastica Sampierdarenese           | 18  | 10 | 8 | 2 | 0 | 25 | 7  |
|  | 2. | Unione Sportiva Speranza Savona      | 12  | 10 | 5 | 2 | 3 | 17 | 17 |
|  | 3. | Unione Sportiva Rivarolese           | 10  | 10 | 4 | 2 | 4 | 13 | 13 |
|  | 4. | Fratellanza Sportiva Sestrese Calcio | 8   | 10 | 3 | 2 | 5 | 17 | 13 |
|  | 5. | SPES Genova                          | 7   | 10 | 3 | 1 | 6 | 11 | 20 |
|  | 6. | Giovani Calciatori Genova            | 3   | 10 | 1 | 1 | 8 | 9  | 22 |

- Sampierdarenese est champion de Ligurie 1922, et qualifié pour les demi-finales nationales.
- Giovani Calciatori cesse d'exister à l'issue de la saison.

### Championnat du Piémont
|  |    | Classement                                     | Pts | J  | G | N | D  | Bp | Bc |
|  | -- | ---------------------------------------------- | --- | -- | - | - | -- | -- | -- |
|  | 1. | Unione Sportiva Dilettantistica Novese         | 18  | 10 | 8 | 2 | 0  | 20 | 1  |
|  | 2. | Unione Sportiva Torinese                       | 13  | 10 | 5 | 3 | 2  | 9  | 9  |
|  | 3. | Pastore Torino                                 | 12  | 10 | 4 | 4 | 2  | 9  | 10 |
|  | 4. | Valenzana Calcio                               | 9   | 10 | 4 | 1 | 5  | 10 | 12 |
|  | 5. | Società Sportiva Giovani Calciatori Cappuccini | 8   | 10 | 3 | 2 | 5  | 8  | 14 |
|  | 6. | Associazione Sportiva Biellese                 | 0   | 10 | 0 | 0 | 10 | 0  | 10 |

- Novese champion du Piémont 1922, qualifié pour les demi-finales nationales.
- Giovani Cappuccini cesse d'exister à l'issue de la saison.

### Championnat de Lombardie
|  |    | Classement Groupe A    | Pts | J | G | N | D | Bp | Bc |
|  | -- | ---------------------- | --- | - | - | - | - | -- | -- |
|  | 1. | Football Club Como     | 9   | 6 | 4 | 1 | 1 | 20 | 8  |
|  | 2. | FC Chiasso             | 8   | 6 | 2 | 4 | 0 | 11 | 5  |
|  | 3. | Foot-Ball Club Saronno | 6   | 6 | 2 | 2 | 2 | 7  | 8  |
|  | 4. | Varese Football Club   | 1   | 6 | 0 | 1 | 5 | 7  | 24 |

|  |    | Classement Groupe B          | Pts | J | G | N | D | Bp | Bc |
|  | -- | ---------------------------- | --- | - | - | - | - | -- | -- |
|  | 1. | US Cremonese                 | 10  | 6 | 4 | 2 | 0 | 18 | 4  |
|  | 2. | Circolo Sportivo Trevigliese | 7   | 6 | 3 | 1 | 2 | 9  | 10 |
|  | 3. | Atalanta BGS                 | 6   | 6 | 3 | 0 | 3 | 9  | 14 |
|  | 4. | AC Stelvio                   | 1   | 6 | 0 | 1 | 5 | 5  | 13 |

|  |    | Classement Groupe C            | Pts | J | G | N | D | Bp | Bc |
|  | -- | ------------------------------ | --- | - | - | - | - | -- | -- |
|  | 1. | Football Club Enotria          | 10  | 6 | 4 | 2 | 0 | 12 | 7  |
|  | 2. | AC Monza                       | 5   | 6 | 2 | 1 | 3 | 10 | 11 |
|  | 3. | Juventus Italia Football Club  | 5   | 6 | 2 | 1 | 3 | 9  | 12 |
|  | 4. | Foot Ball Club Casteggio Broni | 4   | 6 | 2 | 0 | 4 | 8  | 9  |

|  |    | Classement Groupe D   | Pts | J | G | N | D | Bp | Bc |
|  | -- | --------------------- | --- | - | - | - | - | -- | -- |
|  | 1. | Esperia Football Club | 7   | 6 | 3 | 1 | 2 | 8  | 4  |
|  | 2. | Pavia Foot Ball Club  | 6   | 6 | 2 | 2 | 2 | 6  | 6  |
|  | 3. | Pro Patria Calcio     | 6   | 6 | 2 | 2 | 2 | 5  | 7  |
|  | 4. | A.C. Libertas         | 5   | 6 | 2 | 1 | 3 | 5  | 7  |

- Como, Cremonese, Enotria et Esperia qualifiés pour la phase finale.
- Stelvio et Racing Libertas cessent d'exister à l'issue de la saison.

Phase finale
|  |    | Classement            | Pts | J | G | N | D | Bp | Bc |
|  | -- | --------------------- | --- | - | - | - | - | -- | -- |
|  | 1. | Esperia Football Club | 9   | 6 | 4 | 1 | 1 | 11 | 6  |
|  | 2. | US Cremonese          | 6   | 6 | 3 | 0 | 3 | 12 | 9  |
|  | 3. | Foot Ball Club Como   | 5   | 6 | 2 | 1 | 3 | 7  | 8  |
|  | 4. | Football Club Enotria | 4   | 6 | 2 | 0 | 4 | 6  | 13 |

- Esperia champion de Lombardie 1922, qualifié pour les demi-finales nationales.

### Championnat de Vénétie
|  |    | Classement                     | Pts | J  | G | N | D | Bp | Bc |
|  | -- | ------------------------------ | --- | -- | - | - | - | -- | -- |
|  | 1. | Petrarca Padova Foot-Ball Club | 14  | 10 | 6 | 2 | 2 | 16 | 14 |
|  | 2. | Associazione Calcio Udinese    | 12  | 10 | 4 | 4 | 2 | 17 | 8  |
|  | 3. | Bentegodi Verona               | 9   | 10 | 3 | 3 | 4 | 24 | 17 |
|  | 4. | Treviso Football Club          | 9   | 10 | 3 | 3 | 4 | 10 | 19 |
|  | 5. | Unione Sportiva Legnaghese     | 8   | 10 | 2 | 4 | 4 | 11 | 14 |
|  | 6. | Schio FC                       | 8   | 10 | 2 | 4 | 4 | 14 | 17 |

- Petrarca Padova champion de Vénétie 1922, qualifiés pour les demi-finales nationales.

### Championnat d'Emilie
|  |    | Classement Groupe A | Pts | J | G | N | D | Bp | Bc |
|  | -- | ------------------- | --- | - | - | - | - | -- | -- |
|  | 1. | Plaisance Calcio    | 6   | 4 | 2 | 2 | 0 | 10 | 4  |
|  | 2. | Parme FC            | 5   | 4 | 2 | 1 | 1 | 6  | 4  |
|  | 3. | U.S. Mantovana      | 1   | 4 | 0 | 1 | 3 | 3  | 11 |

|  |    | Classement Groupe B | Pts | J | G | N | D | Bp | Bc |
|  | -- | ------------------- | --- | - | - | - | - | -- | -- |
|  | 1. | SEF Virtus Bologna  | 10  | 6 | 2 | 3 | 1 | 8  | 4  |
|  | 2. | SPAL Ferrara        | 7   | 6 | 1 | 4 | 1 | 6  | 3  |
|  | 3. | Carpi FC 1909       | 6   | 6 | 2 | 2 | 2 | 7  | 6  |
|  | 4. | AC Reggiana         | 1   | 6 | 2 | 1 | 3 | 5  | 13 |

| - Piacenza et Parma qualifiés pour la phase finale. |  | - Virtus et Spal qualifiés pour la phase finale. |

Phase finale
|  |    | Classement         | Pt | G | V | N | P | Bp | Bc |
|  | -- | ------------------ | -- | - | - | - | - | -- | -- |
|  | 1. | SPAL Ferrara       | 9  | 6 | 3 | 3 | 0 | 12 | 5  |
|  | 2. | SEF Virtus Bologna | 8  | 6 | 3 | 2 | 1 | 10 | 5  |
|  | 3. | Parme FC           | 4  | 6 | 1 | 2 | 3 | 8  | 13 |
|  | 4. | Plaisance Calcio   | 3  | 6 | 1 | 1 | 4 | 7  | 14 |

- Spal champion d'Emilie 1922, qualifiés pour les demi-finales nationales.

### Championnat de Toscane
|  |    | Classement                              | Pts | J  | G | N | D | Bp | Bc |
|  | -- | --------------------------------------- | --- | -- | - | - | - | -- | -- |
|  | 1. | Pro Livorno                             | 15  | 10 | 7 | 1 | 2 | 20 | 8  |
|  | 2. | Lucca Football Club                     | 13  | 10 | 5 | 3 | 2 | 25 | 10 |
|  | 3. | Palestra Ginnastica Fiorentina Libertas | 12  | 10 | 5 | 2 | 3 | 11 | 15 |
|  | 4. | Football Club Esperia Viareggio         | 11  | 10 | 5 | 1 | 4 | 18 | 16 |
|  | 5. | Prato Sport Club                        | 5   | 10 | 1 | 3 | 6 | 11 | 18 |
|  | 6. | Club Sportivo Firenze                   | 4   | 10 | 1 | 2 | 7 | 6  | 24 |

- Pro Livorno champion de Toscane 1922, qualifiés pour les demi-finales nationales.

## Phase nationale

### Demi-finales

#### Groupe A
|  |    | Classement Groupe A                    | Pts | J | G | N | D | Bp | Bc |
|  | -- | -------------------------------------- | --- | - | - | - | - | -- | -- |
|  | 1. | Unione Sportiva Dilettantistica Novese | 7   | 4 | 3 | 1 | 0 | 12 | 4  |
|  | 2. | Petrarca Padova Foot-Ball Club         | 4   | 4 | 1 | 2 | 1 | 5  | 5  |
|  | 3. | Pro Livorno                            | 1   | 4 | 0 | 1 | 3 | 3  | 11 |

- Novese qualifié pour la finale.
- Pro Livorno est absorbé par Livorno à l'issue de la saison.

#### Groupe B
|  |    | Classement Groupe B        | Pts | J | G | N | D | Bp | Bc |
|  | -- | -------------------------- | --- | - | - | - | - | -- | -- |
|  | 1. | Ginnastica Sampierdarenese | 5   | 4 | 2 | 1 | 1 | 4  | 3  |
|  | 1. | SPAL Ferrara               | 5   | 4 | 2 | 1 | 1 | 8  | 7  |
|  | 3. | Esperia Football Club      | 2   | 4 | 0 | 2 | 2 | 6  | 8  |

- La Sampierdarenese et SPAL étant à égalité, un barrage est mis en place pour les départager.

Match de barrage
- 30 avril 1922 à Milan : Sampierdarenese-Spal : 2-1.

Sampierdarenese qualifié pour la finale nationale. 

### Finale
Aller
| 7 mai 1922 | Sampierdarenese | 0 - 0 | Novese | Gênes                         |
|            |                 |       |        | Spectateurs : ? Arbitrage : ? |

Retour
| 14 mai 1922 | Novese | 0 - 0 | Sampierdarenese | Novi Ligure                   |
|             |        |       |                 | Spectateurs : ? Arbitrage : ? |

À l'issue des matchs aller et retour les deux équipes sont à égalité. Un barrage est mis en place pour les départager.
Barrage
| 21 mai 1922 | Novese | 2 - 1 | Sampierdarenese | Crémone                       |
|             |        |       |                 | Spectateurs : ? Arbitrage : ? |

## Effectif de Novese
- Silvio Stritzel
- Luigi Vercelli
- Gaetano Grippi
- Emilio Bonato
- Leonida Bertucci
- Mario Toselli
- Carietto Gambarotta
- Ettore Neri
- Luigi Cevenini III
- Aristodemo Santamaria I
- Giuseppe Asti